# Station Dorum
Station Dorum (Bahnhof Dorum, ook wel Bahnhof Dorum (Weserm)) is een spoorwegstation in de Duitse plaats Dorum, in de deelstaat Nedersaksen. Het station ligt aan de spoorlijn Bremerhaven - Cuxhaven. Het station telt twee perronsporen aan één eilandperron. Op het station stoppen alleen treinen van de EVB.

## Treinverbindingen
De volgende treinserie doet station Dorum aan:
| Serie | Treinsoort         | Route                                                                           | Bijzonderheden |
| ----- | ------------------ | ------------------------------------------------------------------------------- | -------------- |
| RB 33 | Regionalbahn (EVB) | Buxtehude – Bremervörde – Bremerhaven Hbf – Bremerhaven-Lehe – Dorum – Cuxhaven |                |